# Robert Grandsaignes d'Hauterive
Robert Grandsaignes d’Hauterive, né le 17 novembre 1881 à Périgueux et mort le 7 janvier 1962 à Paris, est un grammairien et linguiste français.

## Biographie
Louis Georges Robert Grandsaignes d’Hauterive est issu d’une famille de la noblesse de Sévérac-le-Château en Rouergue. Il était agrégé de l'université. Il a collaboré aux éditions Larousse.

## Son œuvre
- Le pessimisme de La Rochefoucauld, Paris, 1914
- Le Retour d’Ulysse, Paris, 1946
- Dictionnaire d’ancien français. Moyen Âge et Renaissance, Paris, 1947, 1961, 1966
- Dictionnaire des racines des langues européennes (grec, latin, ancien français, français, espagnol, italien, anglais, allemand), Librairie Larousse, Paris, 1940, 1948, 1994 —  à la fin de l'ouvrage, un répertoire des mots classés par ordre alphabétique et par langue permet de trouver aisément la racine d'où chaque mot dérive.
- Archives du Ministère des Affaires étrangères. Inventaire des mémoires et documents. [4], France, volumes 588 à 647 et 1891, 1892 (fonds "Bourbons"), préparé et imprimé par les soins de M. Robert de Grandsaignes d'Hauterive et Mlle Françoise Demanche, Paris, 1960

## Littérature
- Michel Authier, Alain Galbrun, État de la noblesse française subsistante. Bd. 11, 1983, S. 64.